# Coppa Italia 2008 (pallacanestro femminile)
La Coppa Italia di pallacanestro femminile 2008 (chiamata anche Final Four o Silver Cross Cup 2008) si è disputata il 15 e il 16 marzo al PalaCampagnola di Schio. Vi hanno preso parte le quattro squadre che al termine del girone d'andata del campionato di Serie A1 occupavano i primi posti in classifica.
Ha vinto il torneo la Reyer Venezia Mestre, sponsorizzata dalla Umana. È stata la prima volta che la squadra veneta ha conquistato la Coppa Italia. Il premio MVP è stato assegnato a Aleksandra Vujović.

## Risultati

### Tabellone
|  | Semifinali | Semifinali     | Semifinali |  |   | Finale         | Finale        | Finale |
|  |            |                |            |  |   |                |               |        |
|  | 2          | Levoni Taranto | 73         |  |   |                |               |        |
|  | 2          | Levoni Taranto | 73         |  |   |                |               |        |
|  | 3          | Famila Schio   | 67         |  |   |                |               |        |
|  | 3          | Famila Schio   | 67         |  | 2 | Levoni Taranto | 59            |        |
|  |            |                |            |  | 2 | Levoni Taranto | 59            |        |
|  |            |                |            |  |   | 1              | Umana Venezia | 61     |
|  | 1          | Umana Venezia  | 79         |  |   | 1              | Umana Venezia | 61     |
|  | 1          | Umana Venezia  | 79         |  |   |                |               |        |
|  | 4          | Phard Napoli   | 69         |  |   |                |               |        |
|  | 4          | Phard Napoli   | 69         |  |   |                |               |        |

### Finale
| Arbitri: | Riosa Di Francesco |

| |            | |
| Shannon Johnson 9 Francesca Modica 2 Aleksandra Vujović 16 Jenifer Nadalin 8 Nakia Sanford 7 Giorgia Sottana 12 Mery Andrade 6 Eva Giauro 1 Alice Romagnoli | Formazioni | Anna Zimerle Michelle Greco 12 Audrey Sauret Rebekkah Brunson 16 Linda Fröhlich 19 Laura Summerton 10 Marianna Balleggi Flávia Prado 2 Claudia Corbani |
| Massimo Riga | Allenatori | Aldo Corno |

## Squadra vincitrice
Umana Venezia (1º titolo): Giorgia Sottana, Francesca Modica, Shannon Johnson, Nakia Sanford, Mery Andrade, Jenifer Nadalin, Eva Giauro, Alice Romagnoli, Aleksandra Vujović, Arianna Zampieri, Maria Giulia Pegoraro. Allenatore: Massimo Riga